# Aloisiuskolleg
Das Aloisiuskolleg (kurz AKO) ist ein koedukatives, altsprachliches, privates und katholisches Gymnasium in Bonn-Bad Godesberg, das bis 2024 in Trägerschaft des Jesuitenordens geführt wurde. Namenspatron ist der heilige Aloisius von Gonzaga.

## Trägerschaft
Träger und Gründer der 1921 gegründeten Jesuitenschule war bis 2024 der Jesuitenorden. Dieser unterhielt dazu eine gemeinnützige GmbH als Trägerin der Schule, und eine Stiftung, über die der Betrieb der pädagogischen Arbeit unterstützt wird.
Im Rahmen des nordrhein-westfälischen Schulgesetzes werden dem Schulträger von den haushaltsrechtlich anerkannten Schulkosten 94 % vom Land refinanziert; die verbleibenden 6 % Eigenleistung für diese Schulkosten werden durch Zuschüsse des Erzbistums Köln aufgebracht. Alle darüber hinaus gehenden Kosten für Einrichtungen und Aktivitäten werden aus Spenden und sonstigen Zuschüssen finanziert; dafür wird um einen festen Spendenbeitrag der Familien gebeten, den etwa die Hälfte leisten. Auch Spenden von Altschülern sind für das Kolleg bedeutsam. Ein Schulgeld wird nicht erhoben.
Für das Externat und freie Freizeitangebote werden Kostenbeiträge erhoben. Die Beiträge für Kinder und Jugendliche aus sozial schwächeren Familien werden durch verschiedene Stipendien finanziert (etwa 10 %).
2024 gaben die Jesuiten die Trägerschaft auf, an ihre Stelle soll eine Stiftung treten.

## Geschichte

### Gründung im Exil als Folge des Kulturkampfes
Als Folge des Kulturkampfes übernahm der Staat Preußen 1872 per Gesetz die Aufsicht über alle Jesuitenschulen. Am 12. August 1900 übernahm die deutsche Provinz der Gesellschaft Jesu das Aloisiuskolleg in Sittard, Niederlande als reine Jungenschule mit Internat. Der Schulunterricht wurde von deutschen Patres mit 43 internen und 38 externen Schülern am 29. September 1900 mit einer Vorklasse, einer Sexta und einer Quinta-Klasse (5. und 6. Klasse) eröffnet. Dies war der eigentliche Start des Aloisiuskollegs.

### Pädagogische Ausrichtung in der Vorkriegszeit
Während das Internatswesen der Weimarer Republik teilweise dem Ideal der Reformschule zustrebte, war das Erziehungskonzept auch aus damaliger Sicht ausgesprochen konservativ. So erzählen ehemalige Schüler des Kollegs davon, dass beim wöchentlichen Wannenbad lederne Lendenschurze getragen werden mussten – zum Schutze vor dem Blick auf den Körper. Körperstrafen waren (nicht anders als an vielen anderen Schulen) an der Tagesordnung. Die weitaus meisten Schüler stammten aus wohlhabenden Familien, zeigten an den heimatlichen Schulen jedoch nicht die gewünschte Leistung und Disziplin und wurden zu Erziehungszwecken auf strenge Internate geschickt. Auf Ausbüxen standen harte Strafen, und es gab für viele Schüler auch auf Bitten der Eltern bei wichtigen Ereignissen wie Todesfällen oder Krankheiten innerhalb der Familie kein Schulfrei. Das Versenden von Geschenken und Zuwendungen (Lebensmittel, Geld) an Schüler wurde durch Postkontrollen verhindert, Briefe an die Eltern und Geschwister mussten unter Aufsicht an speziell dafür reservierten Nachmittagen verfasst werden. Das Abschirmen vor äußeren Einflüssen, auch der eigenen Familie, wurde damals als sehr wichtig für die konsequente Umsetzung der Erziehungsziele angesehen.

### Umzug nach Bad Godesberg und Nationalsozialismus
Das Jesuitengesetz wurde erst 1917 außer Kraft gesetzt und so stand es den Jesuiten frei, wieder Schulen in Deutschland zu gründen und zu führen. Das Aloisiuskolleg zog nach Bad Godesberg (heute Stadtteil der Stadt Bonn). Am 15. Mai 1921 schrieb Pater Arnold Rump, der damalige Rektor, nach Köln: „Der preußischen Regierung teile ich ergebenst mit, daß das Collegium Hubertinum mit Ostern 1921 seinen Namen in Aloisiuskolleg geändert hat.“ Die Schule bestand aus einem Humanistischen Gymnasium und einem Realgymnasium. Dies war der Beginn des Aloisiuskollegs in Bad Godesberg. Nachdem ein Versuch, Schloss Bensberg für das Kolleg zu erwerben, scheiterte, diente ab Mai 1927 die im März erworbene Villa „Stella Rheni“ des Bankiers Karl von der Heydt als Internatsgebäude.
Am 5. August 1928 wurde mit dem Bau der Schule (ein hufeisenförmiger Bau für die Schule sowie der fünfgeschossige kubische „Turm“ für das Internat) begonnen. Als Architekten zeichneten Bernhard Wielers und Theodor Menken verantwortlich. Am 28. Juli 1929 konnte die neue Schule eingeweiht werden; im September 1932 wurde die Turnhalle eröffnet („alte Turnhalle“).
Vermutlich in den 1930er Jahren wurde ohne behördliche Genehmigung der Kollegsfriedhof angelegt; der älteste Grabstein datiert auf das Jahr 1933. Der Privatfriedhof diente vor allem als Grablege für Mitglieder des Jesuitenordens. Seit 2010 wird der Friedhof nicht mehr neu belegt.
Nach der Machtergreifung der Nationalsozialisten wurde der Kollegsleitung das Leben zunehmend schwer gemacht: Immer stärkere Restriktionen für die Abiturienten, die das Abitur nicht nur an einer anderen Schule (das Kolleg war nur genehmigt, nicht staatlich anerkannt), sondern in ihrem jeweiligen Heimatgebiet ablegen mussten, gefährdeten schon Mitte der 1930er-Jahre die Existenz des Kollegs. Zum Schuljahrswechsel Ostern 1933 wurde die Oberrealschule in ein Reform-Realgymnasium (mit Latein als obligatem Unterrichtsfach ab Klasse 10) umgewandelt. 1937 wurde das AKO zur Deutschen Oberschule. Am 30. Januar 1939 lösten die Nationalsozialisten die Schule auf, da die jesuitische Erziehungstradition mit dem vom nationalsozialistischen Staat propagierten Modell nicht in Einklang zu bringen war. In der verwaltungsinternen Begründung wurde auf eine „dem Nationalsozialismus feindliche Erziehung“ verwiesen. So wurden am Aloisiuskolleg beispielsweise trotz Strafandrohung heimlich Kruzifixe aufgehängt.
Eine wichtige Rolle auch im heutigen Selbstverständnis des Kollegs spielt der aktive Widerstand durch Jesuitenpatres und Schüler. Bekannte Personen des Widerstandes sind Georg Freiherr von Boeselager und sein Bruder Philipp.

### Wiedereröffnung nach dem Zweiten Weltkrieg
Direkt nach dem Zweiten Weltkrieg eröffneten die Jesuiten am 22. Oktober 1945 wiederum die Schule (im Gebäude der Volksschule Burgstraße und des Lyzeum in der Lessingstraße). Am 22. März 1946 erhielten sie das enteignete Gebäude des Aloisiuskollegs zurück; im August wurde das Internat wiedereröffnet. Am 24. Juni 1956 wurde der Grundstein für die neue Kollegskirche (Architekt Alois Möhring, Köln) am Standort der heutigen Kirche gelegt, die am 8. September 1957 eingeweiht wurde; sie löste die 1929 errichtete Notkirche („Baracke“) am nördlichen Eingang ab.
1956 erweiterte man auch das Internat nach Süden um einen L-förmigen Anbau. 1967/1968 wurden die Kollegsgebäude umfassend renoviert und der alte Internatstrakt („Turm“) um ein Wohngeschoss für die Jesuitenkommunität aufgestockt. Gleichzeitig kam es zur Errichtung der „neuen Turnhalle“, die 1969 in Betrieb genommen wurde. Am 18. Juni 1985, knapp drei Jahrzehnte nach dem Bau, wurde die Kollegskirche wegen Baufälligkeit bereits wieder abgerissen. Die Grundsteinlegung für die neue Kirche mit Krypta (Architekt: Winfried Landsberg, Euskirchen) konnte am 13. Dezember 1986 eingeweiht werden.
Theater- und Musikaufführungen gehörten ab den 1950er Jahren wie schon vor dem Krieg zum Programm des Kollegs. 1964 wurde die erste Schülermitverwaltung installiert, was für die eher streng geführte Schule zu jener Zeit keine Selbstverständlichkeit war. Dass man sich langsam den gesellschaftlichen und kirchlichen Neuerungen öffnete, zeigt auch die erste Messfeier in deutscher Sprache am 23. Februar 1965. Im Februar 1972 gab es gar einen Streik der Lehrerschaft, um eine Beteiligung an der allgemeinen Arbeitszeitverkürzung zu erreichen. 1973 eröffnete ein Sprachlabor; 2016 wurde dieser Bereich im Rahmen der Sanierung der Bibliothek zum Selbstlernzentrum mit Computerarbeitsplätzen umgestaltet.
Schon seit 1923 war Oberstudienrat Heinrich Hopmann (1897–1968) Lehrer am Kolleg. Er gehörte zu den Gründern der Bad Godesberger CDU und wurde am 3. November 1948 Bürgermeister der Stadt. 1923 war er im Alter von 26 Jahren als Lehrer für Latein, Griechisch und Geschichte zum Lehrerkollegium gestoßen. Schon damals betätigte er sich politisch in der – überwiegend katholisch geprägten – Zentrumspartei, die sich am 5. Juli 1933 im Zuge der Gleichschaltung auflöste. Die 1952 erlassene und bis 1994 gültige Gemeindeordnung von Nordrhein-Westfalen, definiert – basierend auf früherem britischen Besatzungsrecht – das Bürgermeisteramt als Ehrenamt, die praktische Verwaltung erfolgte über den Stadtdirektor (Norddeutsche Ratsverfassung). So konnte Hopmann seinen Beruf als einer der erfahrensten, aber gewiss auch konservativsten Lehrer am Aloisiuskolleg weiterhin ausüben. Als Bürgermeister traf er als Repräsentant der Stadt bedeutende Politiker. Über Partnerstädte in England, Italien, Frankreich und Belgien sorgte er für internationale Kontakte, die auch dem Aloisiuskolleg zugutekamen. Im März 1963 schied er aus dem Amt.

### Koedukation
Ab 1965 gab es einen gemeinsamen Tanzkurs mit Abschlussball mit den Schülerinnen des Sankt-Adelheid-Gymnasiums in Bonn-Pützchen. Ende der 1970er Jahre begann das Aloisiuskolleg mit dem Clara-Fey-Gymnasium für Mädchen in Bad Godesberg die Koedukation innerhalb der Oberstufe. Die Mädchen der Oberstufe konnten einige Grund- und Leistungskurse am Aloisiuskolleg besuchen und umgekehrt. Ab 2002 nahm die Schule Mädchen in die 5. Klassen auf; 2006 wurde das Mädcheninternat eröffnet.

### Missbrauchsfälle
Im Februar 2010 äußerten ehemalige Schüler des Aloisiuskollegs, sie seien Opfer von sexuellem Missbrauch gewesen oder hätten davon gewusst. Als Täter wurden Lehrer und Erzieher, zumeist Mitglieder des Jesuitenordens, genannt. Hinweise auf sexuellen Missbrauch hatte schon 2004 Miguel Abrantes Ostrowski, ein ehemaliger Schüler des Kollegs, in seinem Buch Sacro Pop gegeben. Am 8. Februar 2010 musste der Rektor des Aloisiuskollegs, Pater Theo Schneider SJ, mit sofortiger Wirkung zurücktreten. Einige Missbrauchsopfer organisierten sich zusammen mit den Geschädigten anderer Jesuiteneinrichtungen in dem Forum „Eckiger Tisch“; später hat sich ein eigener Verein konstituiert: „Eckiger Tisch Bonn“.
Nach zwei vorläufigen Berichten (von Ursula Raue, Julia Zinsmeister u. a.) wurde am 15. Februar 2011 ein Abschlussbericht zu den Untersuchungen der Missbrauchsfälle vorgelegt. Danach wurden insgesamt 23 Personen durch Aussagen der Betroffenen in verschiedener Weise (Grenzverletzungen, Übergriffe, sexualisierte und psychische Gewalt) belastet, darunter 18 Ordensmitglieder und 5 Mitarbeiter. Die meisten dieser Personen – 14 Patres und 3 Lehrer – waren in den 1950er und 1960er Jahren am Aloisiuskolleg tätig. Besonders ein seit 1968 am Aloisiuskolleg tätiger Pater wurde schwer belastet, da er als Internatsleiter das Kolleg, die herrschende Erziehungskultur und die Strukturen nachhaltig geprägt hatte. Nach Aussagen von 36 Personen gab es sexuelle Grenzverletzungen oder körperliche Übergriffe. 1985 wechselte dieser Pater in das Amt des Schulleiters, das er bis 1992 ausübte. Nach seiner Pensionierung war er bis 2006 als Erzieher für die Mittelstufe und für den Förderunterricht zuständig. Er starb kurz nach Bekanntwerden der Vorwürfe 2010.
Unter dem Namen „AKO-Pro“ war ein eigenständiger eingetragener Verein für ein Angebot an Freizeitaktivitäten bis 2011 personell und organisatorisch eng mit dem Aloisiuskolleg verbunden. Im Verlauf des Jahres 2011 geriet der Verein in die Kritik. Ein vom AKO in Auftrag gegebener Bericht von Arnfried Bintig (Grenzverletzungen im AKO Pro Scouting am Aloisiuskolleg Bonn – Bad Godesberg) trug im März 2013 schwere Vorwürfe gegen den Pädagogischen Leiter zusammen und bewertete sie. Ein Strafprozess wegen zu Unrecht gezahlter städtischer Zuschüsse gegen den Leiter des AKO-Pro endete 2016 mit einem Freispruch. Der Prozess legte zugleich erhebliche Mängel in der Verwaltung und undurchsichtige Strukturen bloß.
In einer von der Kollegskonferenz 2016 einstimmig verabschiedeten Erklärung hat sich die Institution zur Verantwortung „für die Institution und deren Umgang mit den Übergriffen und den Missbrauchstaten“ bekannt.
Im 2022 veröffentlichten Dokumentarfilm Sommerfahrt. Zeit heilt keine Wunden spricht der Regisseur Gereon Wetzel mit den Teilnehmern einer Türkeireise von 1991 im Rahmen des AKO Pro Scoutings über das Missbrauchssystem des ehemaligen Leiters.

### Folgen der Missbrauchsfälle
Das Aloisiuskolleg stellte als Umsetzung der Erfahrungen mit Missbrauchsfällen im Dezember 2010 erstmals einen Leitfaden zur Prävention von sexueller Gewalt gegen Kinder und Jugendliche vor. Nach einem eineinhalbjährigen internen Vorlauf, bei dem die Schüler, Eltern, Mitarbeiter und externe Fachkräfte einbezogen worden waren, wurde im März 2019 die zweite Auflage des Präventionsleitfadens am Kolleg eingeführt. Dieser formuliert die geltenden Standards (z. B. Begriffsbestimmungen, Täterstrategien, Beschwerdewege etc.) und fordert die Umsetzung im Alltag ein. Er enthält zudem einen von der Schülerschaft formulierten Katalog von „Schülerrechten und -pflichten“, einen Verhaltenskodex für Erwachsene gegenüber Schutzbefohlenen und eine Selbstverpflichtung der Leitung.

### Pädagogische Neuansätze nach 2010
P. Johannes Siebner, zuvor Direktor des Kollegs St. Blasien, übernahm am 17. Juli 2011 das Amt des Rektors. Er trieb zusammen mit Schulleiter Manfred Sieburg und Internatsleiter (bis 2016) Christopher Haep und (ab 2016) Torsten Liebscher die Entwicklung neuer pädagogischer Standards und Strukturen voran. 2014 wurde nach längerem Konsultationsprozess eine neue Kollegsordnung erlassen, die das Zueinander der Leitungs- und Vertretungsorgane verbindlich neu regelt. Eine Kollegskonferenz dient als regelmäßige Zusammenkunft von Amtsträgern und gewählten Vertretern aus der Kollegsgemeinschaft, wo über die pädagogischen, organisatorischen und wirtschaftlichen Verhältnisse Rechenschaft abgelegt wird. Durch die Ordnung wird zudem eine verbindliche und transparente Zusammenarbeit und Kontrolle aller Kollegsbereiche angezielt.
In Zusammenarbeit mit z. Z. neun anderen Schulen im deutschen Sprachraum und dem Zentrum für Ignatianische Pädagogik am Heinrich-Pesch-Haus in Ludwigshafen werden seit 2012 pädagogische Standards entwickelt und in Schulungen an die Mitarbeiter vermittelt. Der Grundsatz der „Cura Personalis“ (Sorge um die einzelne Person) aus der Ignatianischen Pädagogik wird durch besondere Funktionsstellen abgebildet. Neben den Beratungslehrern und dem Schulpsychologen wurden ein hauptamtlicher Kollegsseelsorger berufen, eine Pädagogin mit dem Kinderschutz betraut, ein Anti-Mobbing-Team geschaffen sowie Schüler in der Streitschlichtung geschult. Diese Initiativen wurden in einer wöchentlich tagenden Hilfekonferenz gebündelt, in der die genannten Pädagogen zusammen mit je einer Vertretung aus der Leitung der Kollegsbereiche sich diskret pädagogischer Einzelfragen annimmt, Beobachtungen austauscht und Hilfs- und Unterstützungsmaßnahmen einleitet.

### Neuausrichtung ab 2018
Einen Einschnitt für das Kolleg stellte das Jahr 2018 dar. Im Frühjahr wurde das neue Schulprogramm in Kraft gesetzt. Zum ersten Mal wird ausführlich und in den verschiedenen Dimensionen pädagogischen Handelns beschrieben, an welchen Maßstäben sich die Schule messen lassen will, was ihre Schwerpunkte sind und wie das im Alltag umgesetzt wird und werden soll. Grundlage war ein Schulentwicklungsprozess über mehrere Jahre mit einer Eigenevaluation 2015 und einer Fremdevaluation durch ein Forschungsinstitut 2016/2017.
Seit dem Sommer 2018 bietet das AKO als Ergänzung für das Abitur das International Baccalaureate (IB) als international anerkannten Abschluss an.
Mit dem Ende des Schuljahres 2017/2018 schloss das Internat in seiner bisherigen Form. Damit trug das AKO der gesunkenen Nachfrage Rechnung, die auch die Eröffnung des Mädcheninternats 2006 nicht dauerhaft verbessern konnte. Bis Sommer 2020 konnten Oberstufenschüler noch in einem verkleinerten Internat bleiben, um am Kolleg das Abitur zu machen; danach wurde das Internat des AKO geschlossen. 2023 wurde bekannt, dass sich der Jesuitenorden zum Ende des Schuljahres 2023/2024 aus der Trägerschaft des Bonner Aloisiuskollegs zurückziehen wird.

## Sprachenfolgen und Fächerkanon
Es werden dieselben Unterrichtsfächer wie an staatlichen Schulen angeboten. Als Fremdsprachen stehen in der Eingangsklasse (5. Jahrgangsstufe) Englisch und Latein (5a) oder nur Englisch (5b/5c) zur Verfügung. In der 6. Jahrgangsstufe kommt dann die nächste Fremdsprache (Latein) in den B- und C-Klassen hinzu. Altgriechisch oder Französisch kann als dritte Fremdsprache gewählt werden, wobei man sich auch für einen nicht sprachlich orientierten Differenzierungsunterricht (Informatik) entscheiden kann. Zu Beginn der Oberstufe stehen als neu einsetzende Fremdsprachen Italienisch und nochmals Französisch zur Wahl. Im mathematisch-naturwissenschaftlichen Bereich werden Mathematik, Biologie, Physik und Chemie sowie auch Informatik, im gesellschaftswissenschaftlichen Bereich Erdkunde, Geschichte und Sozialwissenschaften unterrichtet.

## Schulwettbewerbe
Bei Jugend forscht sowie bei Freestyle Physics erreichen Schüler des Kollegs regelmäßig vordere Plätze. Auch bei regionalen und nationalen Meisterschaften wie der Mathematik-Olympiade, Chemie- oder Physikwettbewerben sind AKO-Schüler jedes Jahr unter den ersten Plätzen zu finden. Auch bei der PISA-Studie (Platz 4) und verschiedenen OECD-Studien ist die Schule erfolgreich. Bei dem Schülerwettbewerb Jugend gründet wurden ebenfalls Top-10-Platzierungen erreicht.
In sportlichen Bereichen wurde das AKO mehrmals Stadt- und Nordrhein-Westfalen-Meister, sowie Regionalmeister der Mittelstufe in Badminton, Basketball oder Fußball.

## Religionsunterricht und kirchliches Profil
Der Besuch des Religionsunterrichtes ist verpflichtend. Katholische und evangelische Schüler besuchen den ihrer Konfession entsprechenden Unterricht, während andere Schüler den katholischen Unterricht besuchen. Möglich ist auch der Wechsel zum anderen Religionsunterricht. Die Abmeldung vom Religionsunterricht zieht das Ende des Schulvertrages und damit das Ende der Schulausbildung am Kolleg nach sich.
Die Grundsätze der katholischen Kirche und des Ordens werden im Alltagsleben der Schule vielfältig praktiziert (Gottesdienste, Besinnungstage, Exerzitien, Morgengebet usw.). Das pädagogische Profil ist durch die ignatianische Spiritualität geprägt. Ein mehrwöchiges Sozialpraktikum im 10. Schuljahr ist für alle Schüler verbindlich.
Die Schulausbildung und die Curricula der Unterrichtsfächer unterliegen dem Schulgesetz für das Land Nordrhein-Westfalen. Die fachliche Selbstständigkeit etwa der Naturwissenschaften gilt an katholischen Schulen in Deutschland als selbstverständlich. Etwa ein Drittel der Schülerschaft gehört nicht der katholischen Kirche an.

## Glauben und soziales Engagement
Die Erziehung wird als Einsatz zu Glaube und Gerechtigkeit verstanden. Das bedeutet neben solider Betreuung und religiös fundierter Erziehung, dem einzelnen gerecht zu werden und seine Glaubens- und Vertrauensfähigkeit zu stärken. Gezielt soll die Übernahme von Verantwortung für andere gefördert werden. So machen die Schüler im ersten Halbjahr der Jahrgangsstufe 10 einen fünfwöchigen Sozialeinsatz in Krankenhäusern, Alters- oder Kinderheimen, oder in psychiatrischen Anstalten. Schüler werden zu Streitschlichtern oder engagieren sich in Anti-Mobbing-Teams. Besinnungstage für die unteren Klassen werden von Teilnehmern aus älteren Jahrgängen zusammen mit dem Kollegsseelsorger und den Pädagogen gestaltet.

## Externat
Auch die externen Schüler haben die Möglichkeit, am Kolleg am Nachmittag Hausaufgaben zu machen. Diese werden von Pädagogen betreut und beaufsichtigt und finden in der Regel im Verband und in den Räumen der jeweils eigenen Schulkasse statt. Neben den Hausaufgaben können die Kinder und Jugendliche Freizeit in gemeinsamen Räumen oder auf dem Schulgelände verbringen oder sie nehmen an Freizeitangeboten des AKO-Forum teil. Das Externat besuchen etwa 180 Schüler, vor allem der unteren Klassen. Es endet an Schultagen spätestens um 17.00 Uhr.

## Freizeitaktivitäten – „AKO-Forum“
Seit 2013 sind umfangreiche Freizeitangebote im musischen und sportlichen Bereich als eine integrierte Einrichtung des Kollegs organisiert. Unter dem Namen AKO-Forum werden Kurse für Schüler des Kollegs, aber zu großem Teil auch anderer Schulen (darunter viele Grundschulen) angeboten. Das AKO-Forum ist in die pädagogische Verantwortung des Kollegs eingebunden und den Leitlinien der Pädagogik des AKO verpflichtet.

## Berufsvorbereitung
Das Aloisiuskolleg bietet für seine Schüler eine Reihe von Themenabenden im Rahmen des „Arbeitskreises Schule und Beruf“ an. Diese Themenabende setzen sich aus zahlreichen Vorträgen zu einem weiten Berufsfeld zusammen (z. B. Themenabend „Menschen helfen“ = Arzt, Entwicklungshelfer, Seelsorger, Sozialhelfer etc.). Die Akquise der Referenten läuft zum großen Teil über die Eltern- und Altschülerschaft. Der Vorreiter dieses Projekts war die „AKO-Berufsbörse“, eine Schülerinitiative, deren Ziel es war, möglichst hochkarätige Referenten für Einzelvorträge an das Aloisiuskolleg zu holen, um ihren Beruf vorzustellen. Zu diesen gehörten: Kai-Uwe Ricke (damaliger Vorstandsvorsitzender der Telekom AG), Norman Rentrop (Verlagsgründer), Stefan Raab (Entertainer), Jörg Grabosch (Brainpool AG) und Christian Bungenstock (CTcon). Heute sind die Schüler der ehemaligen Berufsbörse aktiv in die Vortragsplanung und -durchführung des „Arbeitskreises Schule und Beruf“ eingebunden.

## Internationale Kooperationen
Das Kolleg legt Wert auf internationale Kontakte, fördert den kulturellen Austausch und die Begegnung mit Menschen anderer Länder. So beteiligt es sich seit 1997 am „Erasmus+-Programm“ (früher: „Comenius-Programm“) der Europäischen Union, das die Zusammenarbeit europäischer Schulen fördert. Zudem wird die aktive Teilnahme kleinerer Schülergruppen an Projekten gefördert. Partnerschaften für Einzelaustausch bestehen unter anderem mit Clongowes Wood College (Irland) und dem Eton College (England).
Ein besonderer Schwerpunkt des Aloisiuskollegs besteht im Austausch mit jesuitischen Schulen in Litauen (Kaunas und Vilnius), Ungarn (Miskolc) und Kroatien (Osijek). Durch die Auswahl dieser Partnerschulen sollen touristische Aspekte zurücktreten und stattdessen die Begegnung mit anderen Sprachen und Kulturen in Europa und somit interkulturelles Lernen gefördert werden. Gemeinsame Sprache bei den Austauschprogrammen, an denen Schülerinnen und Schüler der Klassenstufe 9 teilnehmen, ist Englisch.

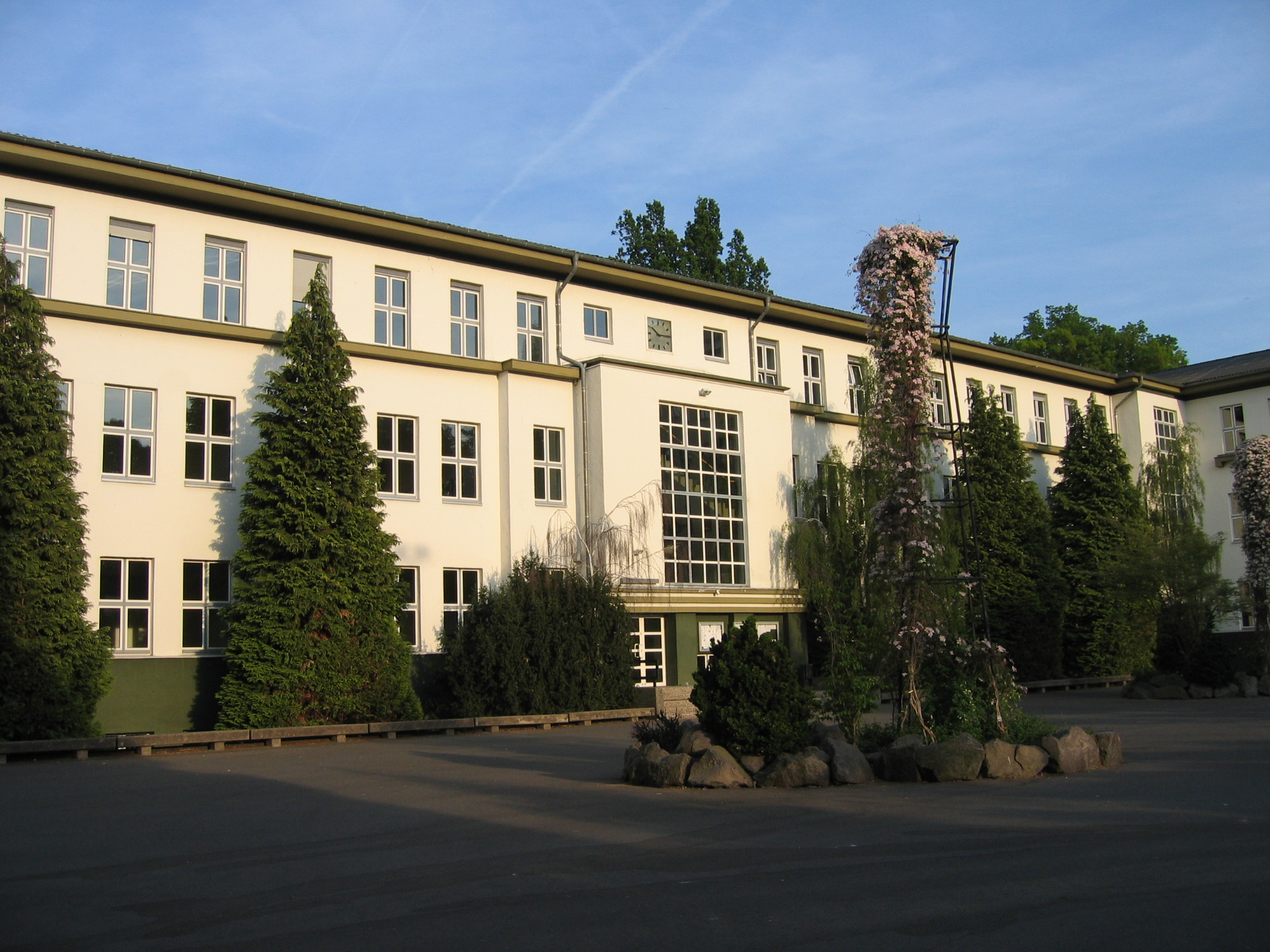
Blick vom Schulhof auf das Schulgebäude des Aloisiuskollegs

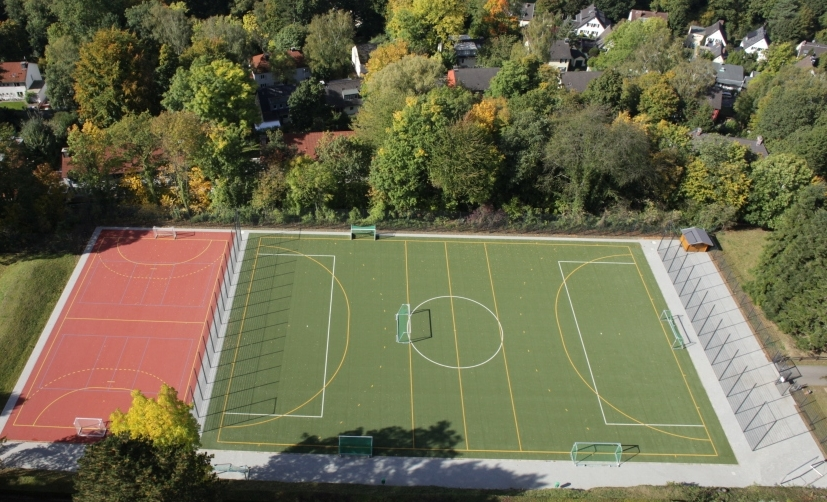
Fußballplatz

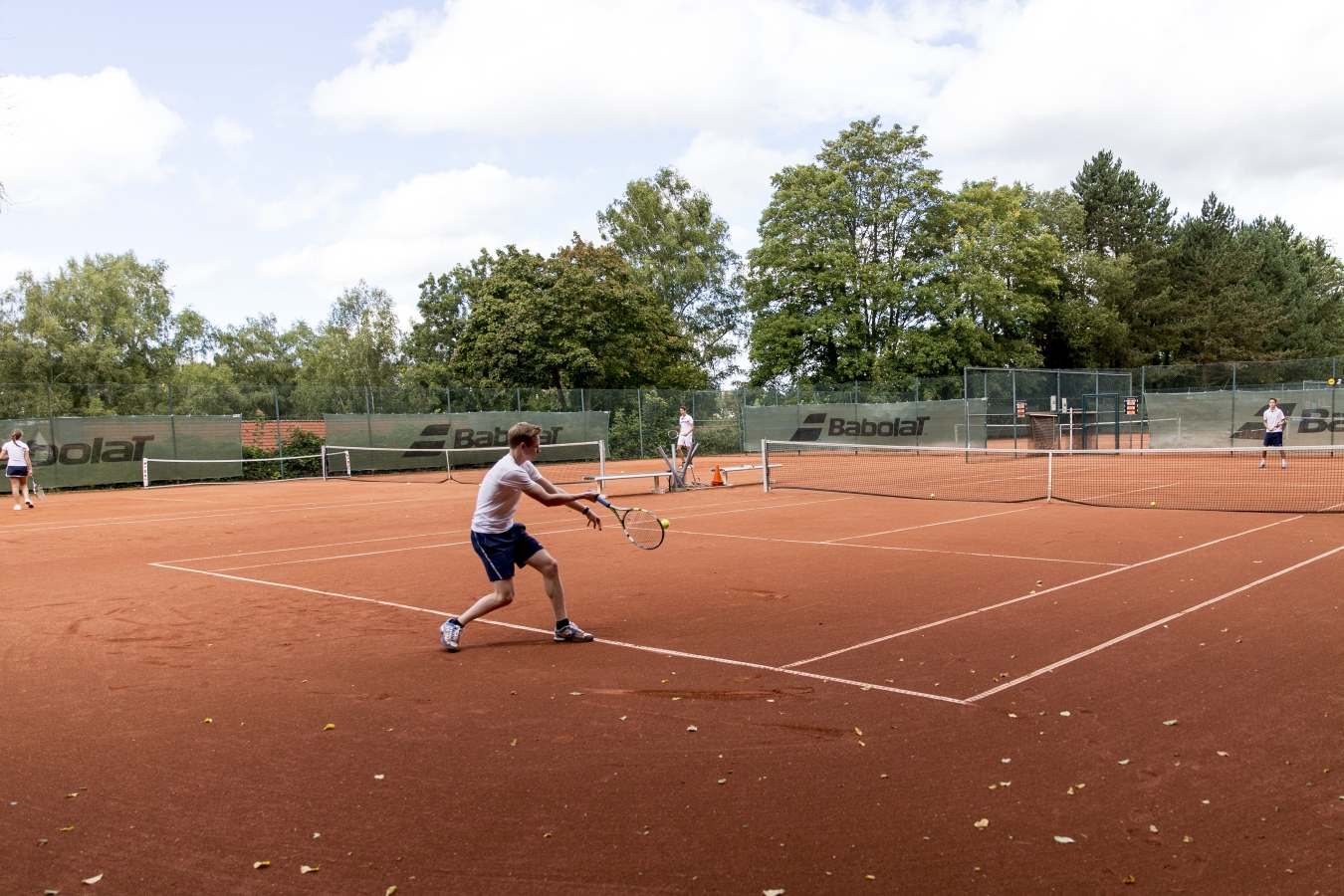
Tennisplätze

## Einrichtungen, Gebäude und Anlage

### Schule
Das Schulgebäude ist ein U-förmiges, dreistöckiges Gebäude aus den 1920er Jahren. Es beherbergt neben den Klassenzimmern zwei Chemieräume, zwei Physikräume, zwei Musikräume und eine 2016 komplett neu gestaltete Bibliothek mit Selbstlernzentrum. Die „Werkräume“ befinden sich unter den Turnhallen und sind mit Schweißgeräten, einer Schreinerei, Druckmaschinen und vielem Anderen ausgestattet. Dort sind auch seit 2014 neu gestaltete Räume für den Kunstunterricht. Den baulichen Übergang vom Schulgebäude zum Südflügel, der die Verwaltung und ein Wohnheim beherbergt, bildet der „Turm“, ein fünfstöckiger, fast quadratischer Bau, in dessen oberstem Stockwerk die Kommunität der Jesuiten am Aloisiuskolleg lebte.

### Sportanlagen
Zu den Sportanlagen zählen zwei Turnhallen neben dem Schulgebäude. Vor den Turnhallen ist ein Basketballplatz. Auf dem Schulhof sind ebenfalls Basketballkörbe und Tischtennisplatten installiert. Oberhalb des Schulhofes am Nordwestrand des Parks befinden sich ein Kunstrasen-Fußballplatz, ein Tartanplatz, fünf Tennisplätze und ein Half-Court (Wand-Platz).

### Stella Rheni
Der Elberfelder Bankier Karl Freiherr von der Heydt ließ von 1891 bis 1893 das „Schloss auf dem Wacholder“ durch den Architekten Heinrich Plange im neoklassizistischen Stil erbauen und gab ihm den Namen „Stella Rheni“ (lateinisch für „Stern des Rheins“). Von dem streng geometrischen Bau in gelbem Sandstein aus bietet sich ein Blick über das Rheintal und das Siebengebirge. Der Charlottenburger Gartendirektor Walther plante die ausgedehnte Parkanlage. Seit 1927 wird die Villa vom Jesuitenorden genutzt und diente bis 2015 als Internatsgebäude für Jungen der Unter- und Mittelstufe. Heute wird die Villa für herausgehobene Veranstaltungen vermietet.
Das zum ehemaligen Besitz von der Heydts gehörige „Jägerhaus“ ist eine stark romantisierte „Miniaturausgabe“ eines Jagdschlosses und liegt etwa 200 m unterhalb der Stella. Das Haus war ursprünglich eine Remise.

### Südflügel

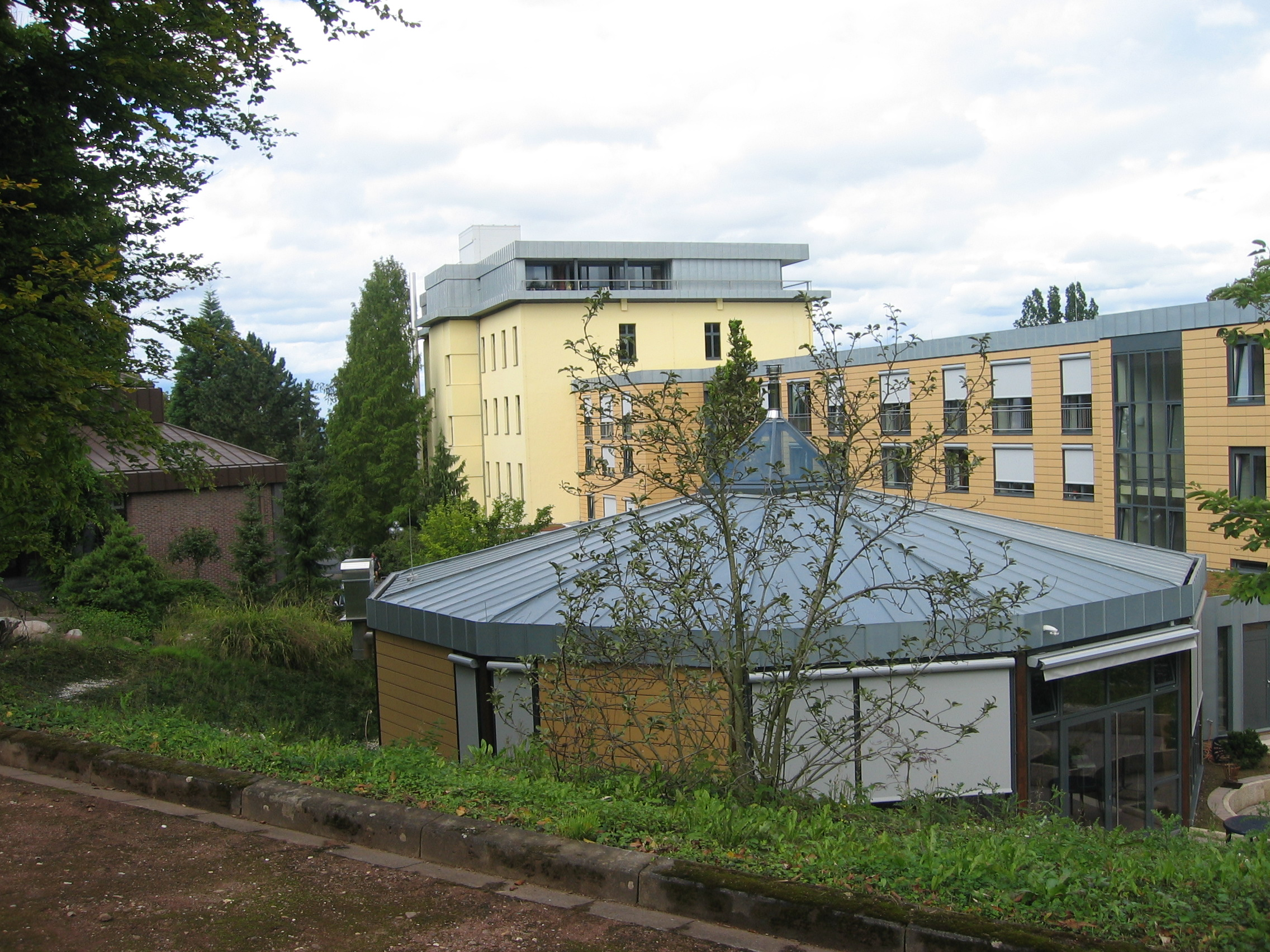
Südflügel(Verwaltung, Wohnheim, Rotunde)

Dieser Bau ist in den 1960er Jahren für das damalige Internat errichtet und an den Turm angeschlossen worden. Er war ursprünglich L-förmig und ist 2006 renoviert worden. Dabei wurde ein Teil des Neubaus abgerissen und durch eine neu errichtete „Rotunde“ ersetzt, einem großzügigen Veranstaltungs- und Freizeitraum (mit Kamin und Außenbereich), der vormittags als Aufenthaltsraum für die Oberstufe und sonst als Veranstaltungsraum u. a. für Alumnitreffen genutzt wird.

### Internat Elisabethstr. 25

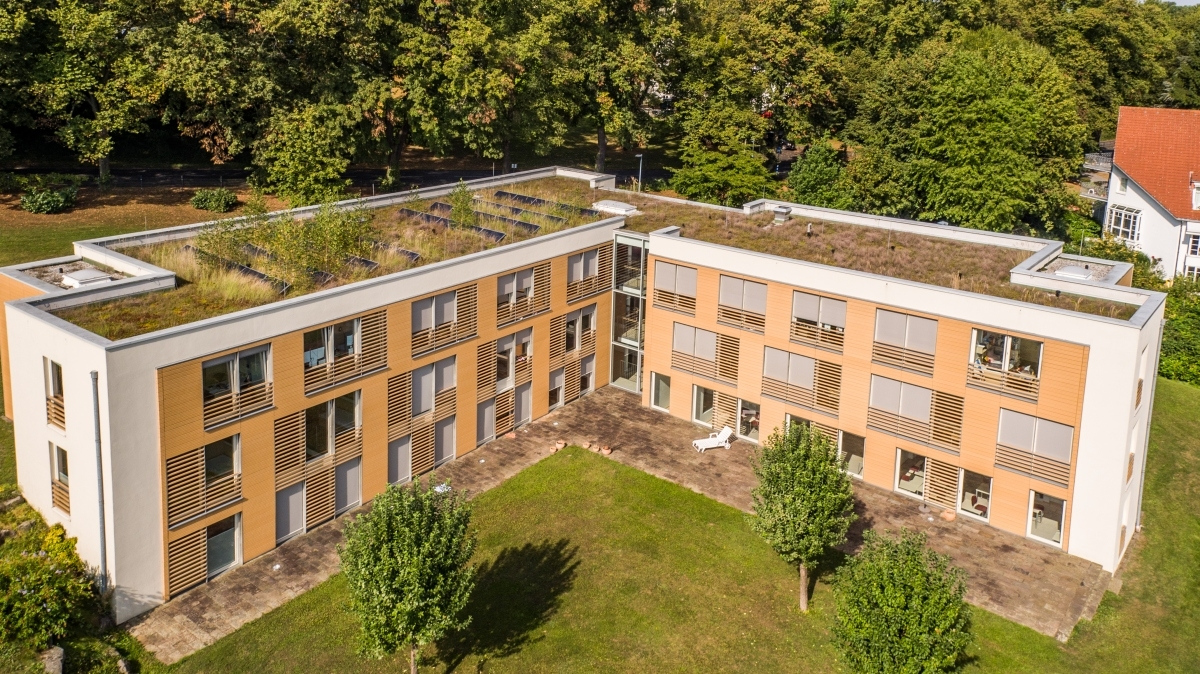
Internationales Internat Bonn (Gemeinnütziges Rheinisches Bildungswerk)

Das Gebäude wurde ursprünglich als Mädcheninternat im September 2005 nach einjähriger Bauzeit auf den ehemaligen Obstwiesen gegenüber der Schule durch das Architektenbüro Pilhatsch & Partner fertig gestellt. Seit Sommer 2020 diente es als Internationales Internat in Trägerschaft des Gemeinnützigen Rheinischen Bildungswerks (GRB).

### Kollegskirche

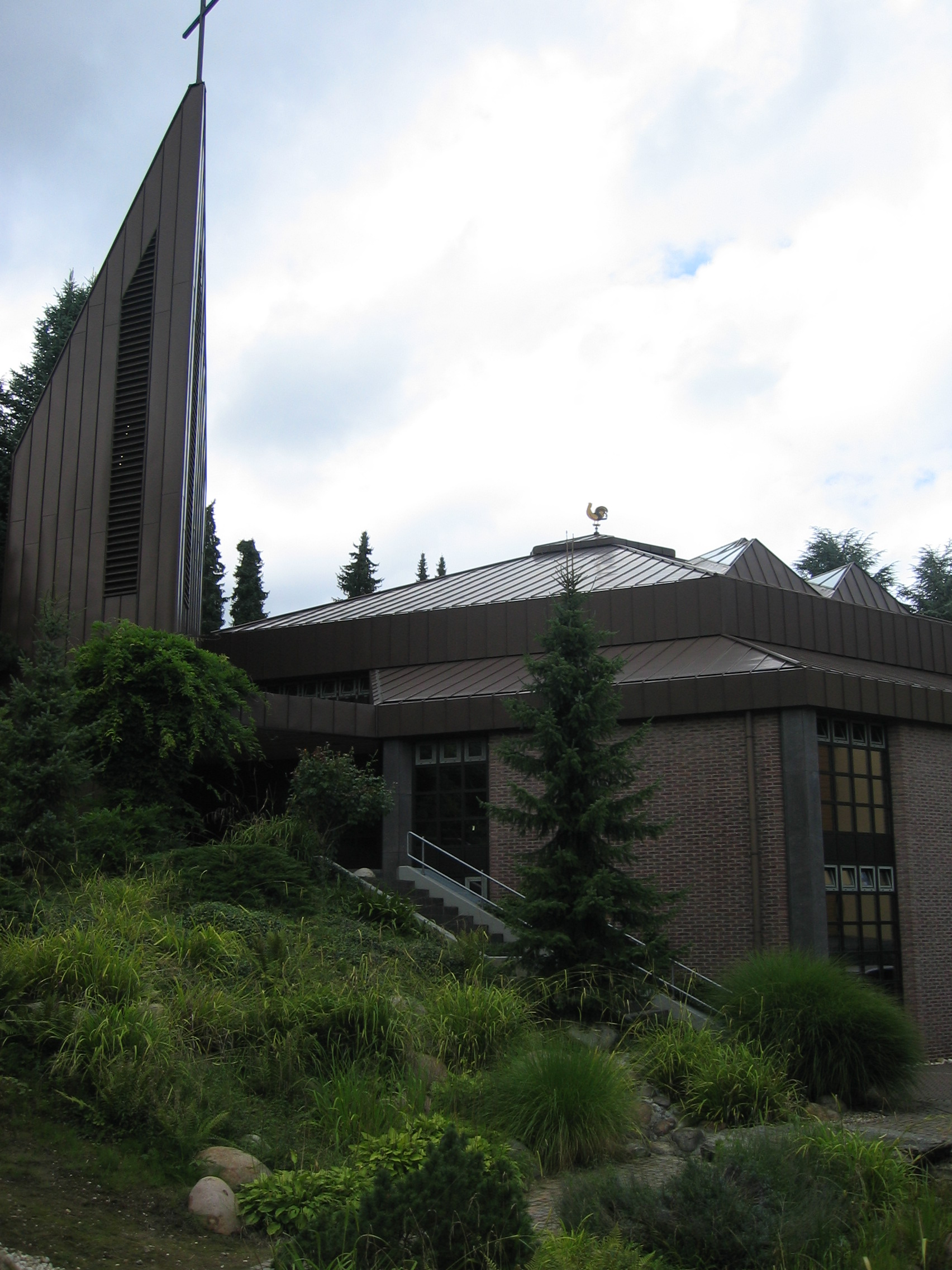
Kirche des Aloisiuskollegs

Nachdem ein Vorgängerbau von 1957 unrettbar baufällig geworden war, wurde in den 1980er Jahren ein Neubau beschlossen. Das von dem Architekten Winfried Landsberg entworfene Konzept zweier in sich verschobener Sechsecke zitiert in seiner zeltartigen Erscheinung weitere Godesberger Kirchen. Durch die Hanglage konnten für das Nutzungskonzept als Kirche einer Schule vorteilhafte Eigenschaften verwirklicht werden. Die Kirche besteht aus einer Oberkirche und einer – zumeist als Krypta bezeichneten – Unterkirche. So finden Gruppen, wie etwa eine Jahrgangsstufe, einen angemessenen Raum in der Krypta, aber auch große Gruppen können in der Oberkirche gemeinsam Gottesdienst feiern. Weiterhin ermöglicht die Unterteilung auch bis zu einem gewissen Grad das Abhalten weltlicher Veranstaltungen, da das Allerheiligste und der feste Altar räumlich von der Oberkirche getrennt sind.
Äußerlich präsentiert sich die Kollegskirche in braunen Ziegeln und Basaltlavaplatten als Akzente in den Winkeln. Die braun beschichteten Aluminiumplatten am Dach und dem Glockenturm fügen sich in das zeitgenössische Farbdesign ein. Im spitz zulaufenden 19 Meter hohen Glockenturm schlagen 3 Bronzeglocken von 1957 das „Te Deum“ Motiv.
Die Krypta ist von Franz Gutmann gestaltet. Hervorzuheben sind hier die massive runde Türe, der Ambo, der Tabernakel, der Altar und die Darstellung des Gekreuzigten, die in einer Flucht zueinander stehen, sowie der Leuchter. Die grobe Bruchsteinverkleidung der Wände unterstreicht den höhlenartigen Charakter. Die liturgischen Ausstattungen der Oberkirche sind Werke Reinhold Schröders. Eine sich über zwei Seiten erstreckende Empore beherbergt eine Seifert Brüstungsorgel mit zwei Manualen und Pedal. Das von sechs massiven Balken getragene innen holzverschalte Dach fügt sich in den Zeltcharakter ein. Prunkstück der Oberkirche ist eine Bronzeskulptur eines Engels von Ewald Mataré.

## Altschüler
Auch nach der Schulzeit bleiben sich viele der Ehemaligen weiter verbunden. Ein jährliches Treffen ist im Sommer für viele das „AKO-Fest“, nach langer Tradition eine Party und ein sonntägliches Sommerfest, zu dem Altschüler ebenso kommen wie die aktuelle Kollegsgemeinschaft.

### Alumni-Verein
Die Altschüler haben sich zum „Aloisiuskolleg Alumni e. V.“ zusammengeschlossen, der an verschiedenen Orten in deutschsprachigen Altschüler-Stammtische unterhält und das Kolleg vielfach unterstützt, vor allem im Bereich der Berufs- und Laufbahnberatung für die aktuellen Schüler. Daneben gibt es einen Zusammenschluss vor allem älterer ehemaliger Jesuitenschüler in Deutschland: In der Stellaner-Vereinigung engagieren sich Altkollegianer vom Aloisiuskolleg, dem Kolleg St. Blasien und dem Canisius-Kolleg.

### Eckiger Tisch Bonn
Im „Eckiger Tisch Bonn“ haben sich Personen zusammengefunden, die sich als Geschädigte des Aloisiuskollegs und von AKO-Pro erfahren.

### Bekannte ehemalige Schüler
Zu den ehemaligen Schülern des Aloisiuskollegs gehören unter anderen:
- Jan Peter Beckmann – Philosoph
- Stéphane Beemelmans – Ehemaliger Staatssekretär im Bundesverteidigungsministerium
- Christian Berger – Diplomat
- Benjamin von Blomberg – Dramaturg
- Albrecht Freiherr von Boeselager – Jurist, Privatwaldbesitzer und Großhospitalier des Malteserordens
- Damian Freiherr von Boeselager – Unternehmensberater, Journalist und Politiker (Volt), MdEP
- Georg Freiherr von Boeselager – Widerstandskämpfer des 20. Juli 1944
- Philipp Freiherr von Boeselager – Widerstandskämpfer des 20. Juli 1944 und Forstverbandsvertreter
- Dieter Böning – Professor für Sportmedizin
- Philipp Brenninkmeyer – Schauspieler
- Wolfgang Bretschneider[49] – römisch-katholischer Priester, Kirchenmusiker und Professor
- Till Brönner – Jazztrompeter, Komponist und Arrangeur
- Jürgen Bubendey – deutscher Diplomat
- Albert Cramer – Unternehmer (Warsteiner Brauerei)
- Drutmar Cremer – Schriftsteller, Verleger, Theologe
- Ludwig von Danwitz – Journalist
- Jörg Debatin – ehemals ärztlicher Direktor des Universitätsklinikum Hamburg-Eppendorf
- Richard Johann Dietrich – Architekt und Bauingenieur
- Bernd von Droste zu Hülshoff – stellvertretender Generaldirektor der UNESCO
- Harun Farocki[50] – Filmemacher, Videokünstler, Autor und Hochschuldozent
- Hanns Feigen[51] – Rechtsanwalt
- Wolfgang Fuhr – Jazzmusiker
- Stefan M. Grüll – ehemaliger FDP-Landtagsabgeordneter in NRW, RA und Politikberater
- Gisbert Haefs – Autor
- Hanswilhelm Haefs – Publizist, Übersetzer und Forscher
- Mido Hamada – Film- und Theaterschauspieler
- Stefan Hartmann – römisch-katholischer Priester
- Frank Haunschild – Musiker
- Benedikt Hauser – Politiker
- Christoph Heckenbücker – Filmregisseur und -produzent
- Constantin Heereman von Zuydtwyck – Land- und Forstwirt, Verbandsfunktionär und Politiker (CDU)
- Joachim Heiden – Klassischer Archäologe
- Hanspeter Heinz – Theologe
- Oliver Henkel – Schriftsteller
- Paul W. Hertin – Rechtsanwalt und Universitätslehrer
- Benno Heussen – Rechtsanwalt und Wissenschaftler
- Andreas Hönisch – katholischer Geistlicher, Gründer des Ordens Diener Jesu und Mariens („Servi Jesu et Mariae (SJM)“)
- Holger Jung – Bürgermeister der Stadt Meckenheim
- Joachim Käppner – Journalist und Autor
- Erbo Graf von Kageneck – Jagdflieger im Zweiten Weltkrieg
- Bernd Kauffmann – Kulturmanager, ehem. Präsident der Stiftung Weimarer Klassik
- Stefan von Kempis – Journalist
- Johannes B. Kerner – Journalist, Moderator und Showmaster
- Joachim Kiefaber – Politiker und Staatssekretär im Saarländischen Ministerium für Wirtschaft und Wissenschaft
- Fiona Kolbinger – Ultra-Radrennfahrerin und Ärztin
- Wendelin Köster – römisch-katholischer Ordensgeistlicher
- Alexander Graf Lambsdorff – Diplomat, ehemaliger MdB, Vorstandsmitglied der FDP und ehemaliger Vizepräsident des Europäischen Parlaments
- Karl Lamers – MdB, Politiker (CDU)
- Benjamin Limbach – Justizminister des Landes Nordrhein-Westfalen
- Ernst Linderoth – Orgelbauer und Erzähler von Heimatgeschichten
- Martin Lohmann – katholischer Publizist
- Michael Loeb – Jurist, Geschäftsführer der WDR mediagroup
- Winrich Löhr – Kirchen- und Dogmenhistoriker
- Leon Löwentraut – Maler
- Gernot Lucas – Professor für Architektur
- Johannes Ludewig – Staatssekretär a. D. und Wirtschaftsmanager
- Jürgen Macha – Sprachwissenschaftler
- Thomas de Maizière – Bundesminister des Innern a. D. (Kabinett Merkel III)
- Erik Martin – Herausgeber und Autor
- Matthias Matussek – Journalist und Publizist
- Thomas Melle – Schriftsteller und Übersetzer
- Klaus Mertes – deutscher Jesuit, Direktor des Kollegs Sankt Blasien
- Michael Mertes – Staatssekretär a. D. (Nordrhein-Westfalen)
- Andreas Meyer-Lindenberg – Psychiater
- Max Morsches – Mathematiker und Genealoge
- Anselm Neft – Autor
- Eberhard Nieschlag – Mediziner
- Martin Noël – Maler, Zeichner und Grafiker
- Miguel Abrantes Ostrowski – Schauspieler und Autor
- Wiegand Pabsch – ehem. deutscher Diplomat
- Thomas Pfanner – Autor von Kriminalromanen
- Ansgar Puff – Weihbischof in Köln
- Stefan Raab – Fernsehmoderator
- Friedhelm Rentrop – Politiker
- Norman Rentrop – Verleger
- Hans Riegel – Unternehmer (Haribo)
- Hans Riegel junior – Unternehmer (Haribo)
- Peter Sager – Journalist
- Carl Philipp zu Salm-Salm – Chef des ehemaligen Fürstenhauses Salm-Salm
- Hartmut Schiedermair – Jurist; Ehrenpräsident des Deutschen Hochschulverbandes
- Rudolf Schieffer – Historiker
- Gregor Schöllgen – Professor für Neuere und Neuste Geschichte
- Jo Schultheis – Installationskünstler und Grafiker
- Joachim Schwermer – Mathematiker
- Paul Spinat – deutscher Unternehmer
- Jörg Splett – Philosoph und Theologe
- Ashok-Alexander Sridharan – ehemaliger Oberbürgermeister der Bundesstadt Bonn
- Franz Josef Stendebach – Theologe
- Christoph Trzaskalik – Professor für Steuerrecht
- Karl-Ernst Vaillant – Unternehmer
- Otto van Volxem – ehemaliger MdB, Politiker (CDU)
- Stephan Wahl – Priester, ehemaliger Sprecher des „Wort-zum-Sonntag“
- Georg Weißeno – Politikwissenschaftler
- Nils Wülker – Musiker

## JahrbuchAus dem Aloisiuskolleg(AKO-Heft)
Das AKO-Heft ist ein jährlich erscheinendes Schulheft. Es enthält neben den Verabschiedungen bisheriger und Vorstellungen neuer Mitarbeiter vor allem Berichte aus dem Kollegsleben und religiös-pädagogische Artikel. Außerdem wurden hier früher Adressänderungen, Informationen wie Heirat, Tod oder Geburt und die Klassenfotos jeder Klasse angezeigt.